# Порожск
Порожск— деревня в муниципальном районе «Сосногорск» в составе городского поселения Сосногорск Республики Коми.

## Географическое положение
Деревня расположена на левом берегу Ижмы в 36 километрах на север от города Сосногорск.

## Климат
Климат характеризуется как континентальный. Средняя месячная температура самого холодного месяца — января — 16,5-18,0 °C. Средняя месячная температура самого тёплого месяца — июля +15,0-16,0 °C. Абсолютный максимум +35 °C. Продолжительность зимнего периода около 6 месяцев — с середины октября до середины апреля. Устойчивые морозы наступают в начале ноября и прекращаются в конце марта. Максимальная глубина сезонного промерзания грунта — 2 м. Устойчивый снежный покров образуется в последней декаде октября и держится до конца апреля.

## История
По местной легенде деревня основана на рубеже 18-19 веков. Впервые упомянута в 1843 года. На карте 1846 года обозначена как Усть-Пеля. В 1859 году выселок Порогский (Усть-Пеля), 5 дворов и 51 житель. К 1905 году 25 дворов, 200 жителей. В 1926 году 71 двор и 377 жителей.
В деревне родилась Ануфриева, Альбина Зиновьевна (1940—1996) — коми писательница, собирательница коми-ижемского фольклора.

## Население
Постоянное население 143 человека (2002), в том числе коми 96 %.
| 2010 |
| ---- |
| 101  |